# غارات ديسمبر
كانت عملية لاينباكير 2 (بالإنجليزية: Operation Linebacker II)‏ عبارة عن حملة للأسطول الجوي السابع التابع للقوات الجوية الأمريكية والقوات البحرية الأمريكية 77، نُفذت ضد أهداف في جمهورية فيتنام الديمقراطية (فيتنام الشمالية) خلال الفترة الأخيرة من تورط الولايات المتحدة في حرب فيتنام. أجريت العملية في الفترة من 18 إلى 29 ديسمبر 1972، مما أدى إلى إطلاق العديد من الأسماء غير الرسمية على العملية مثل «غارات ديسمبر» و«تفجيرات عيد الميلاد». خلافاً «لعملية هزيم الرعد» و«عملية سبباير»، كانت لاينباكير 2 حملة قصف من «أقصى جهد» من أجل «تدمير مجمعات رئيسية في منطقتي هانوي وهايفونغ، والتي لا يمكن تحقيقها إلا من بواسطة طائرات بي-52». وشهدت العملية استخدام أكبر قاذفات قنابل أطلقتها القوات الجوية الأمريكية منذ نهاية الحرب العالمية الثانية. كانت لاينباكير 2 امتداداً معدلاً لتفجيرات عملية لاينباكير 1 التي جرت من مايو إلى أكتوبر، عندما تحول تركيز الحملة الجديدة إلى هجمات بواسطة بي-52 بدلاً من الطائرات المقاتلة التكتيكية الصغيرة.
بعد 11 يوماً من الغارات سقطت 81 طائرة بما في ذلك 16 قاذفة قنابل إستراتيجية بي 52 وقُتل نحو 43 عسكريا أمريكيا وأسر 49، في حين قُتل من الفيتنامين نحو 1624 مدنياً.
كما تضمَّنَت العملية في بدايتها هجومًا جويًّا هَدَف إلى قصف مُنْشَآت إذاعة هانوي باستخدام طائرة من طراز إف-111 آردفارك، ولكن الهجوم فَشِل نتيجةً لإسقاط تلك الطائرة.

## وصلات خارجية
- Bibliography: Operations Linebacker and Linebacker II
- Smithsonian Air and Space article on Operation Linebacker II